# Jerneja Perc
Jerneja Perc (née le 17 février 1971 - morte le 29 novembre 2009) est une athlète slovène, spécialiste du sprint.

## Biographie
Lors des Championnats d'Europe en salle de 1996, Jerneja Perc remporte la médaille de bronze sur 60 mètres, derrière la Grecque Ekateríni Thánou et la Française Odiah Sidibé.

### Palmarès
| Date | Compétition                    | Lieu      | Résultat | Épreuve | Performance |
| ---- | ------------------------------ | --------- | -------- | ------- | ----------- |
| 1996 | Championnats d'Europe en salle | Stockholm | 3e       | 60 m    | 7 s 28      |

### Records
| Épreuve              | Performance | Lieu         | Date           |
| -------------------- | ----------- | ------------ | -------------- |
| 60 mètres (en salle) | 7 s 23      | Sindelfingen | 1er mars 1997  |
| 100 mètres           | 11 s 59     | Villach      | 8 juillet 1995 |